# Zvončki in trobentice
»Zvončki in trobentice« je skladba in singel dueta Beti Jurković in Marjane Deržaj iz leta 1958, Miško Hočevar pa je odpel kot gostujoči vokalist. Avtor glasbe in besedila je Tone Roš.

## Zasedba

### Produkcija
- Tone Roš – glasba, besedilo
- Mario Rijavec – aranžma

### Studijska izvedba
- Beti Jurković – prvi vokal
- Marjana Deržaj – drugi vokal
- Miško Hočevar – gostujoči vokal
- Mario Rijavec – dirigent
- Ljubljanski jazz ansambel – glasbena spremljava

## Mala plošča
7" vinilka (1958)
- »Čolnič« (A-stran) – 2:32
- »Zvončki in trobentice« (B-stran) – 2:09